# Senecio ambiguus
La senecio cinerario del Etna (Senecio ambiguus (Biv.) DC.) es una planta de la familia Asteraceae, endémica de Sicilia. Algunos autores lo consideran un sinónimo de Jacobaea ambigua.

## Descripción
Es una planta caméfita suffruticosa, que alcanza un tamaño de 20–50 cm de altura. 
Relacionada con Senecio cineraria, de la que se diferencia por el tallo más delgado y por las yemas más numerosas.

## Distribución yhábitat
Es un endemismo de Sicilia circunscrito a las faldas del Etna, donde crece sobre terrenos de naturaleza lávica, entre los 100  y los 1100 m s. n. m. 

Aunque también está presente en la Sicilia nororiental, entre Milazzo y Capo d'Orlando (S. ambiguus nebrodensis), y en Grecia (S. ambiguus taygeteus).

## Taxonomía
Senecio ambiguus fue descrita por  (Biv.) DC.  y publicado en Prodromus Systematis Naturalis Regni Vegetabilis 6: 356. 1837[1838].
Etimología
Ver: Senecio
ambiguus: epíteto latíno que significa "ambiguo, dudoso".
Subespecies
Son las siguientes subespecies:
- Senecio ambiguus ambiguus (Biv.) DC.
- Senecio ambiguus gibbosus (Guss.) Chatcr (sin.= Senecio gibbosus)
- Senecio ambiguus nebrodensis  (Guss.) Peruzzi & N.G.Passal.
- Senecio ambiguus taygeteus  (Boiss. & Heldr.) Greuter (sin.= Senecio taygeteus)